# AFC Challenge Cup 2008
La seconda edizione dell'AFC Challenge Cup è stata disputata in India tra il 30 luglio e il 13 agosto 2008 e ha visto la vittoria dei padroni di casa che così si sono anche assicurati la qualificazione alla Coppa d'Asia 2011.
Inizialmente il torneo si sarebbe dovuto giocare in Taiwan ma, non potendo garantirne la perfetta organizzazione l'AFC ne cambiò sede.
Il torneo vide una prima fase di qualificazione cui parteciparono le 16 nazionali che occupavano i posti più bassi del ranking continentale, oltre a Laos e Bangladesh che vi presero parte benché occupassero un posto più elevato nel ranking. Vennero invitate anche India (come già nel 2006), Corea del Nord, Turkmenistan e Myanmar che non disputarono le qualificazioni. Il Laos rinunciò alla partecipazione il 2 maggio, imitato poco dopo dalla Palestina.
Le partite furono giocate in due stadi di Hyderabad, dieci al Gachibowli Athletic Stadium e due al Lal Bahadur Stadium. Le finali per il primo e terzo posto vennero invece disputate all'Ambedkar Stadium di New Delhi a causa delle incessanti piogge che rovinarono il terreno di gioco del Gachibowli Athletic Stadium. Anche il prato dell'LB Stadium, a causa di un precedente incontro di cricket fu giudicato insoddisfacente.

## Squadre partecipanti
Oltre ad India, Corea del Nord, Turkmenistan e Myanmar, qualificate automaticamente, presero parte alle qualificazioni sedici nazionali, divenute quattordici a causa delle rinunce di Laos e Palestina. Mongolia e Timor Est avevano rinunciato a prendervi parte ancor prima di definire i gruppi di qualificazione.
1.  Tagikistan

2.  Sri Lanka

3.  Nepal

4.  Kirghizistan
5.  Taipei cinese

6.  Bangladesh

7.  Brunei

8.  Pakistan

9.  Cambogia

10.  Filippine

11.  Afghanistan

12.  Bhutan

13.  Macao

14.  Guam

Il gruppo A, giocato in Taiwan tra il 2 e il 6 aprile 2008 comprendeva, oltre ai padroni di casa, anche Pakistan, Guam e Sri Lanka, che arrivò primo.
Nel gruppo B, giocato tra il 13 e il 17 maggio 2008, il Tagikistan eliminò i padroni di casa delle Filippine, il Bhutan e il Brunei.
Dopo la rinuncia del Laos il gruppo C, le cui partite furono disputate in Kirghizistan tra il 5 e il 9 maggio 2008, comprendeva solo tra squadre: i padroni di casa, il Bangladesh e l'Afghanistan che a sorpresa arrivò primo.
Anche nel gruppo D, giocato in Cambogia tra il 24 e il 28 maggio 2008, dopo la rinuncia della Palestina, erano presenti solo tre squadre: la Cambogia, il Nepal e Macao. Ad avere la meglio fu il Nepal.

## Fase finale
Le otto partecipanti furono divise in due gruppi.

### Gruppo A
| Squadra      | G | V | N | P | GF | GS | DR  | Pts |
| ------------ | - | - | - | - | -- | -- | --- | --- |
| India        | 3 | 2 | 1 | 0 | 4  | 2  | +2  | 7   |
| Tagikistan   | 3 | 1 | 2 | 0 | 5  | 1  | +4  | 5   |
| Turkmenistan | 3 | 1 | 1 | 1 | 6  | 2  | +4  | 4   |
| Afghanistan  | 3 | 0 | 0 | 3 | 0  | 10 | −10 | 0   |

| 2008-07-30, ore 16:00 | Turkmenistan       | 0 – 0 referto | Tagikistan | Gachibowli Athletic Stadium, Hyderabad (150 spett.)\| Arbitro: \| Valentin Kovalenko \| |
| Arbitro:              | Valentin Kovalenko |               |            |                                                                                         |

| Arbitro: | Masaaki Iemto |

|                |           |  |
| Lawrence 90+2’ | Marcatori |  |

| Arbitro: | Tayeb Hasan Shamsuzzaman |

|            |           |                     |
| Rabiev 11’ | Marcatori | 61’ (o.g.) Tuychiev |

| Arbitro: | Ali Saleem (arbitro) |

|  |           |                                        |
|  | Marcatori | 1’, 41’, 76’, 80’ Öwekow 24’ Krendelew |

| Arbitro: | Jassim Al-Senan |

|                 |           |                 |
| Orazmamedov 85’ | Marcatori | 54’, 80’ Bhutia |

| Arbitro: | Vo Minh Tri |

|  |           |                                      |
|  | Marcatori | 14’, 44’, 59’ Rabiev 39’ Tukhtasunov |

### Gruppo B
| Squadra        | G | V | N | P | GF | GS | DR | Pts |
| -------------- | - | - | - | - | -- | -- | -- | --- |
| Corea del Nord | 3 | 3 | 0 | 0 | 5  | 0  | +5 | 9   |
| Myanmar        | 3 | 2 | 0 | 1 | 6  | 2  | +4 | 6   |
| Nepal          | 3 | 1 | 0 | 2 | 3  | 4  | −1 | 3   |
| Sri Lanka      | 3 | 0 | 0 | 3 | 1  | 9  | −8 | 0   |

| Arbitro: | Vo Minh Tri (Vietnam) |

|                                        |           |  |
| Peiris 5’ (o.g.) Pak Song-Chol 9’, 27’ | Marcatori |  |

| Arbitro: | Khaled Al-Senan |

|                                                     |           |  |
| Yaza Win Thein 66’ Myo Min Tun 76’ Soe Myat Min 86’ | Marcatori |  |

| Arbitro: | Valentin Kovalenko (Uzbekistan) |

|                |           |                                               |
| Jayasuriya 51’ | Marcatori | 47’ Soe Myat Min 70’ Yan Paing 85’ Si Thu Win |

| Arbitro: | Masaaki Iemoto (Japan) |

|  |           |                   |
|  | Marcatori | 39’ Pak Song-Chol |

| Arbitro: | Tayeb Hasan Shamsuzzaman (Bangladesh) |

|               |           |  |
| Ro Hak-Su 15’ | Marcatori |  |

| Arbitro: | Ali Saleem (arbitro) |

|                                          |           |  |
| Shahukhala 14’ Ju Manu Rai 55’ Anjan 68’ | Marcatori |  |

### Semifinali
| Arbitro: | Tayeb Hasan Shamsuzzaman (Bangladesh) |

|            |           |  |
| Chetri 82’ | Marcatori |  |

| Arbitro: | Masaaki Iemoto (Giappone) |

|  |           |               |
|  | Marcatori | 39’ Muhidinov |

### Finale terzo posto
| Arbitro: | Khaled Al-Senan (Emirati Arabi Uniti) |

|  |           |                                                  |
|  | Marcatori | 10’, 12’, 44’ (pen.) Pak Song-Chol 53’ Ro Hak-Su |

### Finale
| Arbitro: | Valentin Kovalenko (Uzbekistan) |

|                                 |           |                  |
| Chhetri 9’, 23’, 75’ Bhutia 19’ | Marcatori | 45+1’ Fatkhuloev |